# Cryphaea ramosa
Cryphaea ramosa är en bladmossart som beskrevs av Wilson in Spruce 1867. Cryphaea ramosa ingår i släktet Cryphaea och familjen Cryphaeaceae. Inga underarter finns listade i Catalogue of Life.